# Lao Army Football Club
Il Lao Army Football Club, meglio noto come Lao Army, è una società calcistica laotiana con sede nella città di Vientiane. Milita nella Premier League, la massima divisione del campionato laotiano.

## Storia
La squadra è stata fondata nel 1998 nella capitale Vientiane, e rappresenta l'esercito del Laos nel calcio. È il club più titolato a livello nazionale, avendo vinto otto volte il campionato locale, oltre a una Prime Minister's Cup.

## Palmarès

### Competizioni nazionali
- Campionato laotiano: 8

1990, 1991, 1992, 1993, 1994, 1996, 1997, 2008
- Prime Minister's Cup: 1

2013